# Bình Ba
Bình Ba là một xã thuộc huyện Châu Đức, tỉnh Bà Rịa – Vũng Tàu, Việt Nam.

## Địa lý
Xã Bình Ba nằm ở phía nam huyện Châu Đức, có vị trí địa lý:
- Phía đông giáp xã Đá Bạc
- Phía tây giáp các xã Suối Nghệ và Láng Lớn
- Phía nam giáp các xã Suối Nghệ và Đá Bạc
- Phía bắc giáp thị trấn Ngãi Giao và các xã Bình Giã, Láng Lớn.

Xã có diện tích 31,16 km², dân số năm 1999 là 7.854 người, mật độ dân số đạt 252 người/km².

## Lịch sử
Sau năm 1975, xã Bình Ba thuộc huyện Châu Thành cũ.
Ngày 2 tháng 6 năm 1994, xã Bình Ba thuộc huyện Châu Đức mới thành lập.